# باستا (آستراخان)
باستا (به لاتین: Basta) یک منطقهٔ مسکونی در روسیه است که در استان آستراخان واقع شده‌است.